# Gary Todd

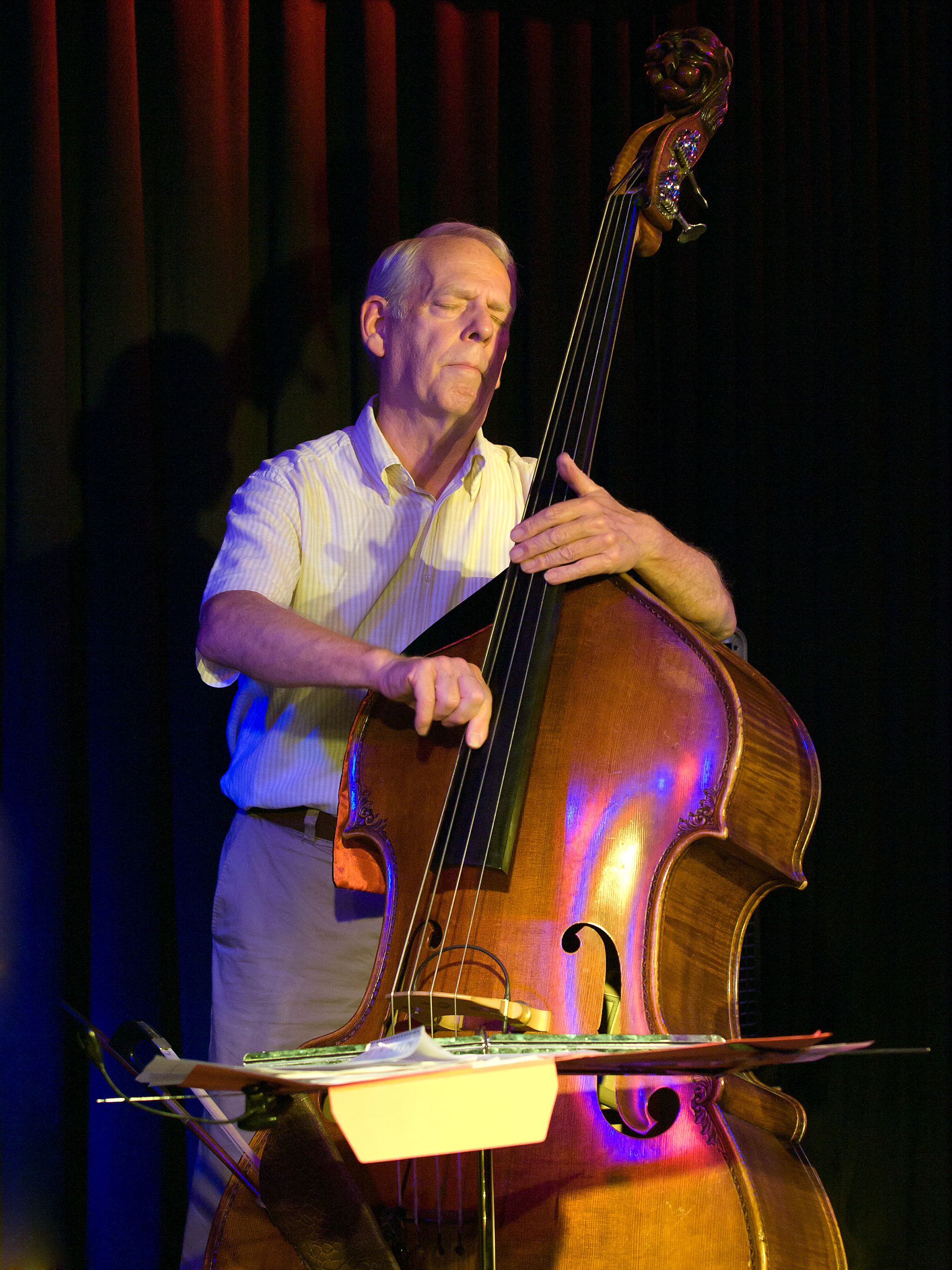
Gary Todd in de Unterfahrt (2011)

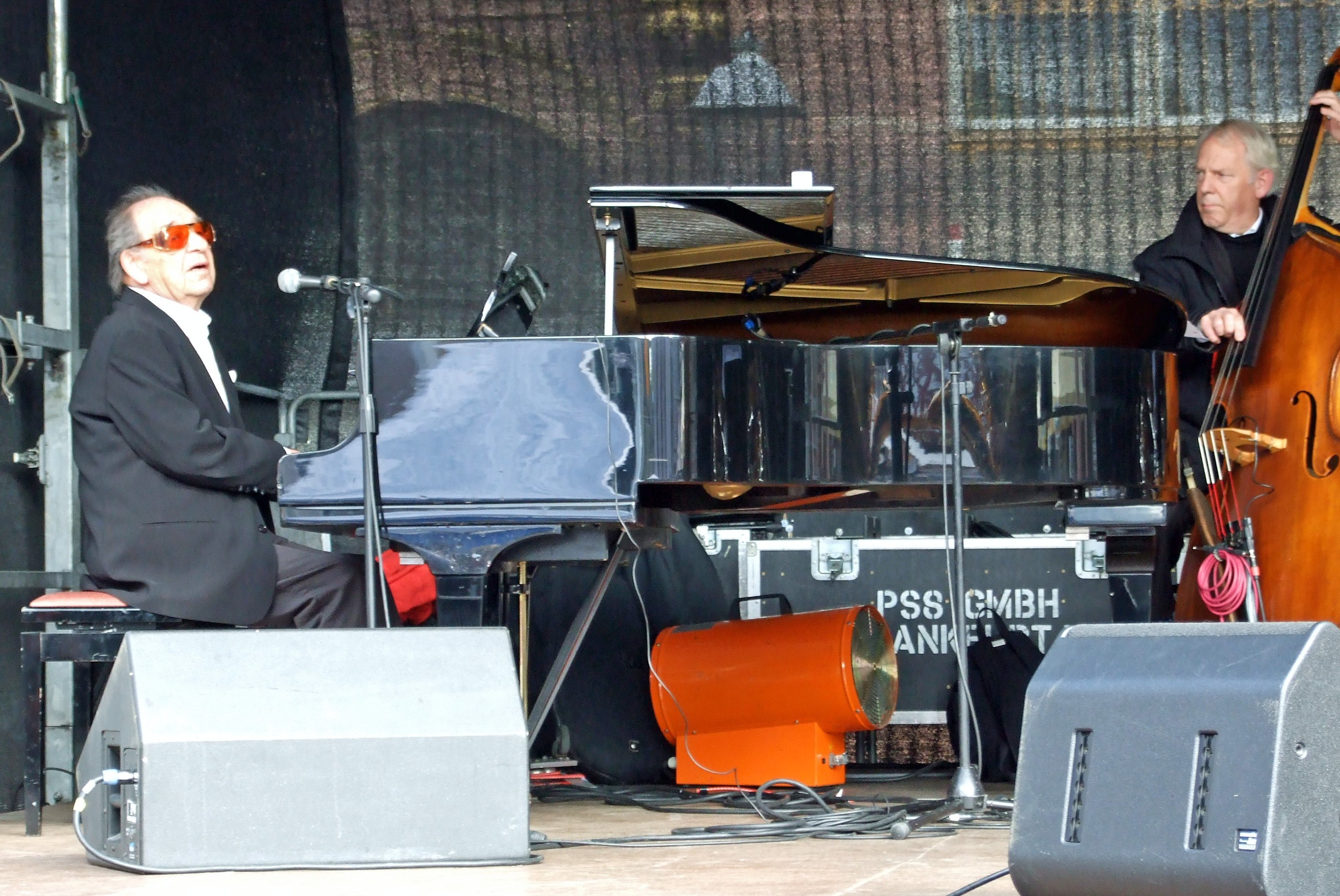
Gary Todd (rechts) in het trio van Paul Kuhn (links) (2008)

Gary Lynn Todd (Syracuse, New York, 1944) is een Amerikaanse jazzbassist.

## Biografie
Todd leerde bas spelen bij Ralph Peña, Lester Remsen en Oliver Mitchell. Hij speelde in de orkesten van Stan Kenton, Buddy Rich en Don Ellis, daarna verhuisde hij naar Duitsland. Hij was hier lid van de groep van Peter Michael Hamel, Between (albums: Hesse Between Music uit 1974 en Stille über der Zeit uit 1980). Hij speelde in het kwartet van Horst Jankowski en in de groep Mirrors van Stephan Diez. Verder speelde hij in de Paul Kuhn Big Band en de orkesten van Hugo Strasser en Max Greger. Hij werkte mee aan talrijke televisie- en radioproducties. Hij begeleidde onder meer Udo Jürgens op buitenlandse tournees. Tevens werkte hij samen met Mel Tormé, Attila Zoller, Charly Antolini/Ack van Rooyen (Jazzpower/Live), Pony Poindexter en Tommy Rosenberg. Hij is te horen op opnames van Peter Alexander, Falco, Caterina Valente, Heidelinde Weis en Katja Ebstein. Sinds het einde van de jaren 70 woont hij met zijn familie in Lausham.